# ヴィルヘルム・モーンケ
ヴィルヘルム・モーンケ（Wilhelm Mohnke、1911年3月15日 - 2001年8月6日）は、ドイツの軍人。第二次世界大戦中、武装親衛隊の将校として第1SS装甲師団（LSSAH）などの指揮を執った。最終階級はSS少将。

## 生い立ち
リューベック生まれ。1931年9月、国家社会主義ドイツ労働者党へ入党し (党員番号649,682)、親衛隊に入隊 (隊員番号15,541)。1933年3月17日、ヨーゼフ・ディートリヒが編成した『SS第1連隊 (1. SS-Standarte)』(通称ユリウス・シュレック連隊)からなる『ベルリンSS要人警護隊 (SS-Stabswache Berlin)』の117名の内の1人に選ばれ、モーンケはSS少尉となる。同部隊は、1934年4月13日に最終的にライプシュタンダルテ・SS・アドルフ・ヒトラー（LSSAH）として再編されることとなる。

## 第二次世界大戦
1939年9月、モーンケはポーランド侵攻で LSSAH 連隊の第5中隊長として従軍し、第二級鉄十字章と第一級鉄十字章を受章した。翌1940年の西方電撃戦では、同連隊の第2大隊長となるが、5月にウォルムハウトで指揮下の部隊がイギリス軍捕虜80名を殺戮する。1941年バルカン戦線 (第二次世界大戦)に従軍し、4月6日、ユーゴスラヴィア侵攻の際に空襲を受け脚に重傷を負う。
1943年、SS中佐へ昇進し、訓練予備大隊を経て第12SS装甲師団ヒトラー・ユーゲントの第26装甲擲弾兵連隊長となる。翌1944年6月には、同連隊を率いノルマンディーに上陸した連合軍を迎え撃ち騎士鉄十字章を受章するが、フォントネールペヌルでカナダ兵捕虜35名を指揮下部隊が殺害する。8月20日、第1SS装甲師団長となるが、12月16日からのアルデンヌ攻勢で指揮下部隊がマルメディ虐殺事件を起こす。その後、同戦役中にSS少将へ昇進するも1945年2月に空襲で頭部へ負傷し、師団長職を退いてベルリンの総統官邸付となる。

## ベルリン攻防戦
4月20日、ソ連軍がベルリン郊外に到達して総統官邸を含む市内へ向け砲撃を開始、ベルリンの戦いが始まった。4月22日アドルフ・ヒトラーより総統官邸を含むベルリン官庁地区の防衛司令官に任命され、9個大隊（兵士2,000人）からなるモーンケ戦闘団を編成して総統地下壕に司令部をおいた。モーンケ戦闘団はドイツ第三帝国の中枢部にあったため、5月2日に降伏するまでソ連軍の激しい攻撃に晒された。ソ連軍にとって官庁街及び国会議事堂はナチス・ドイツの象徴であり、軍事的、政治的にも重要な攻略対象であった。更にモスクワでのメーデーパレード前に占領するため猛烈な攻勢をかけたのである。
4月27日、ヒトラーの妻エヴァ・ブラウンの義弟でハインリヒ・ヒムラーの側近であるヘルマン・フェーゲラインが総統地下壕から逃亡、翌28日にはヒムラーが独断で連合国と和平交渉を画策していたことが発覚した。激怒したヒトラーはフェーゲラインを逮捕して、モーンケを裁判長とする特設軍事法廷にかけた。モーンケはフェーゲラインが泥酔しており、裁判にならないとして短時間で終了させた。その後、フェーゲラインはヨハン・ラッテンフーバーの国家保安局(RSD)に逮捕され、4月29日深夜に銃殺された。
4月30日、ヒトラーが自殺したとの連絡を受け、以前から計画されていた脱出作戦を実行してソ連軍の包囲網から抜け出すことになった。脱出計画はベルリンからエルベ川西岸のアメリカ軍占領地域、またはベルリン北部のドイツ軍部隊への合流であった。 モーンケは官庁地区を防衛する指揮下部隊へヒトラーの死と脱出計画について連絡した。
5月1日23時、10組の脱出グループに分かれて脱出が始まった。モーンケ率いる第1グループには総統地下壕にいたヒトラーの女性秘書トラウデル・ユンゲやゲルダ・クリスティアン、親衛隊軍医エルンスト＝ギュンター・シェンク、外交官ヴァルター・ヘーヴェルなど20人ほどが参加した。 モーンケはベルリン北部プリンツェンアレーのドイツ軍部隊に合流することを計画して、グループは総統地下壕からUバーンの地下トンネルに沿って進み、フリードリヒシュトラーセ駅から地上へ出た。この先にあるシュプレー川を渡る必要があったが、至近のヴァイデンダム橋を避けてシャリテー病院方面へ向かったことが幸いして無事に渡りきることができた。後続のグループはそのままヴァイデンダム橋を渡ろうとしたため多くの犠牲者が出た。その後、シュルトハイス・ビール醸造所で数百人の避難民や敗残兵と合流した。
5月2日、ベルリン防衛軍司令官ヘルムート・ヴァイトリングからベルリン市内の全ドイツ軍部隊へ向けて即時降伏命令が出された。モーンケ達はソ連軍の包囲から脱出できなくなったことを知ってソ連軍に降伏した。しかし、生き残った脱出グループの何人かは降伏を潔しとせず自殺した。

## 戦後

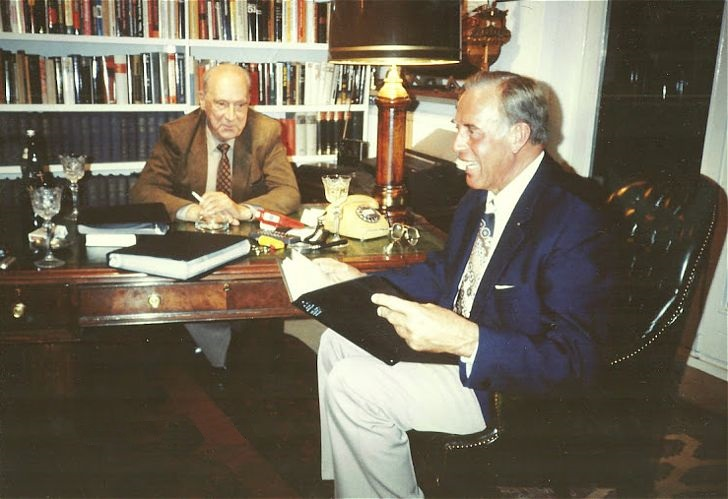
オットー・ギュンシェと（1999年、左に座っている人物がモーンケ）

降伏後、モーンケなどヒトラー側近と見られた捕虜はソ連軍からNKVDに引き渡され、すぐにモスクワのルビャンカ刑務所へ移送された。そこで6年間に渡ってヒトラーの死について執拗な尋問を受けた。その後、モスクワ近郊のヴォルコヴォにある将校用収容所で4年間服役し、1955年10月に釈放された。前述のように、多くの連合軍捕虜虐殺事件に関わっていたが、戦争犯罪に問われることは無かった。釈放後はハンブルクに住み、自動車販売業を営んだ。
2001年8月6日、エッケルンフェルデ近郊ダムプにて死去。

## 栄典
- 1939年版鉄十字章
  - 二級 - 1939年9月21日受章
  - 一級 - 1939年11月8日受章
- 1939年版戦傷章
  - 黒章 - 1940年2月10日受章
  - 銀章 - 1941年9月15日受章
- 歩兵突撃章 - 1940年10月3日受章
- 剣付戦功十字章 - 1940年10月3日受章
- ドイツ十字章金章 - SS自動車化師団 ライプシュタンダーテ SS アドルフ・ヒトラー 第II大隊の親衛隊少佐として1941年12月26日受章[1]
- 騎士鉄十字章 - 第26装甲擲弾兵連隊 "ヒトラーユーゲント"連隊長、親衛隊中佐として1944年7月11日受章[2]

## 登場作品
- 『ヒトラー 〜最期の12日間〜』（2004年） - 官庁街の防衛司令官として部隊を指揮する一方、民間人の避難を心配するなど生粋の軍人として描かれている。劇中では上記のベルリンからの悲惨な脱出シーンも描写されている。演じるのはアンドレ・ヘンニッケ。